# سوسومان
شهر سوسومان (به روسی: Сусуман) در کشور روسیه و در اوبلاست ماگادان واقع شده‌است.